# Aminošećer
Aminošećer sadrži aminogrupu umesto hidroksilne grupe. Derivati amina koji sadrže šećere, kao što su N-acetilglukozamin i sijalinska kiselina, smatraju se aminošećerima mada formalno ne sadrže amin.
Aminoglikozidi su klasa antimikrobnih jedinjenja koja inhibiraju sintezu bakterijskih proteina. Ta jedinjenja su konjugati aminošećera i aminociklitola. 
Primeri aminošećera:
- N-Acetilglukozamin
- Galaktozamin
- Glukozamin
- Sijalinska kiselina

## Spoljašnje veze
- Amino+Sugars на 